# 진우 (후한)
진우(陳瑀, ? ~ ?)는 중국 후한 말의 정치인으로 자는 공위(公瑋)이며 서주 하비국 회포현(淮浦縣) 사람이다. 원술이 임의로 앉힌 양주자사였음에도 원술에게 반기를 들었다가 축출당했다. 이후 오군태수가 되었으나 손책의 지배로 인해 부임하지 못하고 기주의 원소에게로 향하였다.

## 생애
효렴에 천거되어 공부(公府)로 불려가 낙양시장(洛陽市長)이 되었다. 189년(영한 원년) 의랑(議郞)에 취임하였다. 192년(초평 3년) 양주자사 진온이 병사하자 원술은 진우를 그 후임으로 앉혔다. 진우는 구강군 수춘현(壽春縣)에서 정무를 보았다. 193년 원술이 진류군 봉구현(封丘縣)으로 나아갔다가 조조에게 된통 깨지고 수춘까지 퇴각하였다. 진우는 원술을 거부하였다. 원술은 음릉현(陰陵縣)으로 물러나 회북의 병력을 규합한 후 다시 수춘으로 진격하였다. 진우가 그 아우 진공염(陳公琰)을 보내 화의를 청했지만 원술은 진공염을 붙잡고 진군을 멈추지 않았다. 이에 하비로 달아났다.
이후 오군태수 겸 안동장군(安東將軍)이 되었지만 손책의 지배로 인해 오군으로 부임하지 못하고 광릉군 해서현(海西縣)에 머물렀다. 197년(건안 2년) 원술이 황제를 참칭하자 서주목 여포와 회계태수 손책, 그리고 진우에게 힘을 합쳐 이를 토벌하라는 조칙이 내려왔다. 진우는 이를 기회로 손책이 군을 움직이는 사이 그 군현을 획득하고자 했다. 몰래 도위(都尉) 만연(萬演) 등을 장강 이남으로 파견해 단양군 일대의 우두머리 조랑과 초기(焦已), 오군의 엄백호 등에게 수(綬) 30여 개를 뿌려 우군으로 삼고는 손책이 출진하기만을 기다렸다. 손책이 이를 간파하여 여범과 서일(徐逸)로 하여금 진우를 선제공격하였다. 진목(陳牧)이 효수당하는 등 크게 패하고 홀로 말을 타고 기주로 달아나 원소를 의지하였다. 원소가 고안도위(故安都尉)를 시켜주었다. 이후의 행적은 기록이 없어 알 수 없다.

## 가계
- 아버지 : 진구(陳球)
  - 동생 : 진종(陳琮). 자가 공염(公琰)인 듯 하다.[9]

## 참고 문헌
- 《강표전》(江表傳) ; 배송지 주석, 《삼국지》46권 오서 제1 손책에서 인용
- 《후한서》56권 열전 제46 진구